# Parker (Floride)
Pour les articles homonymes, voir Parker.
Parker est une ville des États-Unis située en Floride, dans le comté de Bay. Sa population s’élevait à 4 317 habitants lors du recensement de 2010, estimée à 4 577 habitants en 2017.

## Géographie
Parker se trouve dans la banlieue sud-est de Panama City, le siège du comté.

## Démographie
| Groupe                           | Parker | Floride | États-Unis |
| -------------------------------- | ------ | ------- | ---------- |
| Blancs                           | 78,5   | 75,0    | 72,4       |
| Afro-Américains                  | 12,5   | 16,0    | 12,6       |
| Métis                            | 4,3    | 2,5     | 2,9        |
| Asiatiques                       | 2,6    | 2,4     | 4,8        |
| Autres                           | 1,2    | 3,6     | 6,2        |
| Amérindiens                      | 0,9    | 0,4     | 0,9        |
| Total                            | 100    | 100     | 100        |
|                                  |        |         |            |
| Hispaniques et Latino-Américains | 5,6    | 22,5    | 17,37      |

Selon l'American Community Survey, pour la période 2001-2015, 92,56 % de la population âgée de plus de 5 ans déclare parler l'anglais à la maison, 4,15 % déclare parler le vietnamien, 2,18 % l'espagnol, 0,49 % le hongrois, 0,33 % l'allemand et 0,28 % le russe.
| 1960  | 1970  | 1980  | 1990  | 2000  | 2010  |
| ----- | ----- | ----- | ----- | ----- | ----- |
| 2 669 | 4 212 | 4 298 | 4 598 | 4 623 | 4 317 |